# جیمز دی. فلان
جیمز دی. فلان (به انگلیسی: James D. Phelan) سناتور سابق عضو حزب دموکرات ایالات متحده آمریکا بود. وی در سال ۱۹۱۵ تا ۱۹۲۱ میلادی سناتور ایالت کالیفرنیا در سنای ایالات متحده آمریکا بود.